# 埃利·布洛赫
埃利·布洛赫（法語：Éliézer-Léopold Bloch，1909年7月8日—1943年12月17日）出生於法國大東部大區下萊茵省的當巴克城，是已故猶太教的拉比。

## 生平
他的父親也是拉比，但是他沒有因此而受到感召，直到20歲的時候才立志進入法國猶太神學院，正式接受猶太教的拉比訓練，在那裏也獲得首席拉比兼SIF神學院長的朱爾斯·鮑爾鼓勵，完成學業訓練之後，1935年他成為梅斯的助理拉比，負責青年團契事務，帶領法國在地的猶太人，以及來自東歐因為戰事而來此生活的東歐猶太人。
1943年第二次世界大戰的戰事席捲歐陸，1943年1月22日其妻受到舉報而被納粹逮捕，前來解救的他和女兒，反而也一起被逮捕關押，同年底12月17日在奧斯威辛集中營遭到屠殺，年僅34歲。